# Sary-Šagan
Sary-Šagan (in russo Сары-Шаган?) è un poligono militare in Kazakistan. Fu il principale poligono sovietico per i lanci prova dei missili anti-missile.
La costruzione venne autorizzata con un decreto il 17 agosto 1956. Inizialmente chiamata Area A, fu situata nel deserto di Bet-pak-Dala, a circa 250 km di distanza dalla stazione ferroviaria di Saryšagan, dalle parti del lago Balqaš. I lavori di costruzione, affidati agli uomini del colonnello Gubako, iniziarono il 3 luglio dello stesso anno, e terminarono agli inizi del 1957.
Il primo lancio venne effettuato il 16 ottobre 1958: si trattava del V-1000, il primo missile anti-balistico della storia. Complessivamente, furono effettuati 85 lanci fino al 2007. La massima quota raggiunta fu di 300 km.
I siti di lancio erano tre:
- LC A: 46,38° di latitudine, 72,87° di longitudine;
- LC B: 45,95° di latitudine, 72,6° di longitudine;
- LC6: 46,38° di latitudine, 72,87° di longitudine.

I missili che i servizi di intelligence occidentale identificarono presso il poligono di Sary-Šagan ricevettero la designazione temporanea SH.